# 안제 코피타르
안제 코피타르(슬로베니아어: Anže Kopitar, 슬로베니아어 발음: [anˈʒɛ kɔˈpiːtaɾ]], 1987년 8월 24일~)는 슬로베니아의 아이스하키 선수로 현재 내셔널 하키 리그(NHL)의 클럽인 로스앤젤레스 킹스의 주장으로 뛰고 있다. 2005년 NHL 드래프트 전체 11위로 선정되어 슬로베니아인으로는 최초로 NHL에 입성했다. 2006년에 로스앤젤레스 킹스에 입단하여 그 팀에서 NHL 경력 전부를 보내고 있다. 2015-16 시즌부터 킹스의 주장을 맡았으며, 그 시즌에 정규 시즌 최우수 수비형 공격수에게 주는 상인 프랭크 J. 셀키 트로피와 NHL 최고의 스포츠 정신을 보여준 선수에게 주는 레이디 빙 트로피를 받았다.
어릴 때 고향의 아이스하키 클럽인 HK 아츠로니 예세니체 등 슬로베니아의 유소년 팀에서 활동하였다. 16세 때 스웨덴으로 건너가 쇠데르텔리에 SK에 입단하여 1시즌 동안 활동한 후 엘리트세리엔에 속한 1군팀에서 활동했다. 북아메리카로 건너가 NHL의 신인 드래프트 지명을 받은 후인 2006년에는 로스앤젤레스 킹스에 입단하여 첫 시즌에 정규시즌 신인상인 캘더 메모리얼 트로피 득표에서 종합 4위에 오르는 등 활약을 했다. 이후에도 킹스의 중요 선수로 성장하여 수비적인 능력을 갖춘 공격수로 활약했다. NHL 플레이오프에서는 2012년에 20포인트, 2014년에 이전 주장인 더스틴 브라운과의 동률인 26포인트를 기록하여 로스앤젤레스 킹스가 2번의 스탠리 컵 우승을 확정하는 데에 기여하였다. 슬로베니아 아이스하키 국가대표팀의 일원이기도 하며, 소치에서 열린 2014년 동계 올림픽에 슬로베니아 국가대표로 참가하는 등 청소년 대표팀과 성인 대표팀에서 활동했다.